# Diplophyllum andrewsii
Diplophyllum andrewsii är en bladmossart som beskrevs av Alexander William Evans. Diplophyllum andrewsii ingår i släktet veckmossor, och familjen Scapaniaceae. Inga underarter finns listade i Catalogue of Life.